# 지금은 남이지만
지금은 남이지만은 1971년 공개된 대한민국의 영화이다.

## 배역
- 문희
- 신성일
- 고은아
- 신영균
- 황정순
- 한은진
- 배수일
- 조덕성
- 정철
- 이예성
- 이영호
- 임성포
- 김승남